# Franco Fabrizi
Franco Fabrizi (* 15. Februar 1916 in Cortemaggiore; † 18. Oktober 1995 ebenda) war ein italienischer Schauspieler.

## Leben
Fabrizi war der Sohn eines Friseurs und einer Kinokassiererin. In seiner Jugend ein talentierter und erfolgreicher Leichtathlet, verließ er nach der Schulzeit seinen Heimatort und ging nach Mailand, wo er nach Ende des Zweiten Weltkriegs bald Schauspieler in Fotoromanen und eines der ersten männlichen Models bei Modeschauen wurde.
Nach ersten Bühnenerfahrungen in Revuen, u. a. 1948 neben Walter Chiari und 1950 mit dem Ensemble Silvi/Campanini/Scandurra, sowie beim Regietheater 1951 unter Luchino Visconti, begann er 1952 mit regelmäßigen Filmauftritten in Nebenrollen. Seine Interpretation des provinziellen, hübschen, aber zynischen Frauenhelden „Fausto“ in Die Müßiggänger unter der Regie von Federico Fellini machte ihn populär, führte allerdings in den Folgejahren zu recht ähnlichen Angeboten (der wenig vertrauenswürdige Verführer in Die freudlose Straße, der draufgängerische und betrügende Ehemann in Vier Herzen in Rom, der frivole Architekt Cesare in Die Freundinnen), und nicht zu Hauptrollen: Fabrizi blieben die wichtigen Nebenfiguren oder die zweite Hauptrolle, komisch oder dramatisch, in zahlreichen Genre- und reinen Unterhaltungsfilmen, so dass nicht viele bedeutende Filme unter seiner Mitwirkung entstanden. Nach 1975 drosselte er die Anzahl seiner Auftritte deutlich; fast ganz am Ende seiner Karriere als Schauspieler wurde ihm in Ginger und Fred nochmals eine künstlerisch anspruchsvolle und tragende Rolle übertragen.

## Filmografie (Auswahl)
- 1950: Chronik einer Liebe (Cronaca di un amore)
- 1953: Die Müßiggänger (I vitelloni)
- 1953: Die Plünderung Roms (Il sacco di Roma)
- 1953: Silvana (Vortice)
- 1954: Dirnentragödie (La schiava del peccato)
- 1954: Die freudlose Straße (La romana)
- 1954: Das ewige Lied der Liebe (I due amori)
- 1954: Torpedomänner greifen an (Siluri umani)
- 1955: Die Freundinnen (Le amiche)
- 1955: Die Schwindler (Il bidone)
- 1955: Vier Herzen in Rom (Racconti romani)
- 1956: Calabuig (Calabuig)
- 1956: Spuren in die Vergangenheit (Sait-on-jamais)
- 1957: Ehemänner in der Stadt (Mariti in città)
- 1957: Die Nächte der Cabiria (Le notti di Cabiria)
- 1957: Der sechste Mann (Tous peuvent me tuer)
- 1958: Die Liebesnächte der Lucrezia Borgia (Le notti di Lucrezia Borgia)
- 1959: Die halbstarken Eltern (Genitori in blue jeans)
- 1959: Unter glatter Haut (Un maledetto imbroglio)
- 1959: Der Mörder kam um Mitternacht (Un Temoin dans la ville)
- 1959: Überraschungen in der Liebe (Le sorprese dell'amore)
- 1959: Geheimaktion Schwarze Kapelle
- 1960: Die Schwedinnen (Le svedesi)
- 1961: Das Leben ist schwer (Una vita difficile)
- 1961: Die drei Wahrheiten (Le Puits aux trois vérités)
- 1961: Die verlorene Legion (Orazi e Curiazi)
- 1962: Rattenfalle Amerika (Le Rat d'Amérique)
- 1962: Das Todesauge von Ceylon
- 1966: Aber, aber, meine Herren… (Signore & signori)
- 1966: Eine Frage der Ehre (Una questione d'onore)
- 1967: Balduin, der Trockenschwimmer (Le petit baigneur)
- 1968: Zwei Nummern zu groß (Un dollaro per sette vigliacchi)
- 1969: Alles tanzt nach meiner Pfeife (L'Homme orchestre)
- 1969: Das Callgirl und die Liebe (Il provinciale)
- 1969: Die Degenerierten (Satyricon)
- 1970: Alles tanzt nach meiner Pfeife (L’Homme-orchestre)
- 1970: Tod in Venedig (Morte a Venezia)
- 1971: Bratpfanne Kaliber 38 (…e alla fine lo chiamarono Jerusalem l’implacabile)
- 1971: Das Syndikat (La polizia ringrazia)
- 1972: Roma Bene – Liebe und Sex in Rom (Roma bene)
- 1973: Berühre nicht die weiße Frau (Touchez pas la femme blanche)
- 1974: Der Tod trägt schwarzes Leder (La polizia chiede aiuto)
- 1975: Die Entfesselten (L’agression)
- 1975: Night Train – Der letzte Zug in die Nacht (L'ultimo treno della notte)
- 1975: Werkzeug der Mächtigen (Gente di rispetto)
- 1978: Die Schweizer Affäre (L’Affaire suisse)
- 1985: Ginger und Fred (Ginger e Fred)
- 1988: Ein himmlischer Teufel (Il piccolo diavolo)